# Supercoppa bielorussa 2024 (pallavolo maschile)
La Supercoppa bielorussa 2024, 8ª edizione della Supercoppa nazionale maschile di pallavolo, si è svolta il 24 settembre 2024: al torneo hanno partecipato due squadre di club bielorusse e la vittoria finale è andata per la prima volta all'Ėnerhija.

## Formula
La formula ha previsto una gara unica.

## Squadre partecipanti
| Squadra           | Qualificazione                                                    |
| ----------------- | ----------------------------------------------------------------- |
| Ėnerhija          | Finalista Coppa di Bielorussia 2023-24/2ª in Vysšaja Liha 2023-24 |
| Šachcër Salihorsk | Vincitrice Coppa di Bielorussia 2023-24/Vysšaja Liha 2023-24      |

## Torneo
| 24 settembre 2024 Complesso sportivo Ėnerhija, Homel' Durata: 1h:20 - Spettatori: ? | Šachcër Salihorsk | 0 - 3 | Ėnerhija | 19-25, 23-25, 19-25 |